# Parlamentswahl in Kirgisistan 2015

Ata Meken: 11 Sitze
SDPK: 38 Sitze
Kirgisistan-Partei: 18 Sitze
Bir Bol: 12 Sitze
Önügüü-Progress: 13 Sitze
Respublika – Ata-Schurt: 28 Sitze

Die Parlamentswahl in Kirgisistan 2015 wurde am 4. Oktober 2015 in der Republik Kirgisistan abgehalten. Gewählt wurden dabei die 120 Abgeordneten im kirgisischen Parlament, dem Dschogorku Kengesch.
Die Sozialdemokratische Partei Kirgisistans, die bereits vor der Wahl an der Regierungskoalition beteiligt war, wurde mit einem deutlich gesteigerten Stimmanteil die stärkste Fraktion im neu gebildeten Parlament. Nach der Wahl bildete sich unter der Führung der Sozialdemokraten eine Koalition aus vier Parteien, im Amt des Premierministers wurde Temir Sarijew bestätigt.
Die Parlamentswahl war gekennzeichnet von einem intensiven Wahlkampf, einem friedlichen und demokratischen Ablauf und einem hohen Maß an politischem Pluralismus. Nach dem Regierungswechsel in Kirgisistan 2010, der demokratischen Parlamentswahl 2010 und dem friedlichen Machtwechsel von Übergangspräsidentin Rosa Otunbajewa zu Almasbek Atambajew nach der Präsidentschaftswahl 2011 stellte die Parlamentswahl 2015 eine weitere Etappe auf dem Weg der Demokratisierung des Landes in der von autoritären Regimen geprägten Weltregion Zentralasien dar.

## Wahlsystem
Das Wahlsystem in Kirgisistan wird maßgeblich durch die Verfassung des Landes aus dem Jahr 2010, die im Rahmen des Verfassungsreferendums 2010 angenommen wurde, geprägt. Diese Verfassung sieht die Umgestaltung Kirgisistans weg vom präsidentiellen Regierungssystem hin zu einem parlamentarischen Regierungssystem vor. Dabei wurde ein Einkammersystem mit dem Dschogorku Kengesch als Parlament Kirgisistans etabliert. Die 120 Abgeordneten werden durch eine Verhältniswahl gewählt. Zur Verteilung der Mandate stellten sämtliche registrierte Parteien eine Wahlliste auf, von der eine bestimmte Anzahl von Kandidaten je nach Stimmanteil der Partei in das Parlament einzieht. Für die Parteiliste waren mehrere Vorgaben gesetzlich vorgeschrieben, unter anderem ein Anteil von mindestens 30 % weiblicher Kandidaten und 15 % von Kandidaten ethnischer Minderheiten. Für die Parteien galt bei der Wahl eine 7-Prozent-Hürde, bezogen auf den Anteil der landesweit abgegebenen Stimmen, den die Partei auf sich vereinen konnte. Zusätzlich galt eine 0,7-Prozent-Hürde auf regionaler Ebene. Demnach musste eine Partei in jedem der neun Gebiete des Landes, darunter die Städte Bischkek und Osch, mindestens 0,7 % der Stimmen erhalten, um Delegierte in das Parlament entsenden zu dürfen. Eine weitere Besonderheit des Wahlsystems in Kirgisistan ist die Deckelung der Mandate einer einzelnen Partei. So ist gesetzlich geregelt, dass keine Partei mehr als 65 Mandate gewinnen kann.
Das Stimmrecht galt für alle kirgisischen Staatsbürger, die zum Zeitpunkt der Wahl 18 Jahre oder älter waren, ausgenommen waren Kriminelle und Menschen mit einer psychischen Störung. Erstmals in Kirgisistan und in Zentralasien insgesamt wurde ein biometrisches Wählerverzeichnis verwendet, um die Stimmabgabe effizient durchzuführen und Wahlfälschung auszuschließen. Dieser Schritt zeigte am Wahltag eine positive Wirkung, schloss allerdings einige Wähler, die sich nicht rechtzeitig für das Wählerverzeichnis registrieren lassen hatten, von der Wahl aus. Bei der Wahl konnten die Wähler ihre Stimme einer der registrierten Parteien geben oder gegen alle Parteien stimmen. Die Kandidatur unabhängiger Kandidaten ist im kirgisischen Wahlsystem nicht vorgesehen. Das passive Wahlrecht galt mit einigen Ausnahmen für alle Staatsbürger im Alter von 21 Jahren oder älter, die seit mindestens fünf Jahren einen permanenten Wohnsitz in Kirgisistan hatten. Die Registrierung von Kandidaten wurde von den Parteien vorgenommen, die unter Berücksichtigung der geltenden Quotenregelungen ihre Wahllisten aufstellten. Für die Registrierung der Kandidaten mussten alle Parteien eine Gebühr hinterlegen, die ab einem Stimmanteil von 5 % bei der Parlamentswahl zurückerstattet wurde. Diese finanzielle Hürde stellte die kleinen Parteien des Landes vor signifikante Probleme und bedeutete für diese ein großes finanzielles Risiko.

## Hintergrund
Die Parlamentswahl 2015 war insbesondere vor dem Hintergrund eines allgemeinen Prozesses der Demokratisierung und des Wandels zu einer parlamentarischen Demokratie von großer Bedeutung für das Land. Außerdem prägten geographische und politische Besonderheiten des Landes den Wahlkampf und den Ausgang der Wahl.

### Kirgisische Parteienlandschaft
Die kirgisische Parteienlandschaft war zum Zeitpunkt der Wahl sehr dynamisch und volatil. Auf Grund der verhältnismäßig kurzen Phase der Demokratisierung seit der Unabhängigkeit Kirgisistans im Zuge des Zerfalles der Sowjetunion bis zum Wahljahr 2015 war eine Stabilisierung und Etablierung parteipolitischer und demokratischer Strukturen noch kaum vorangeschritten. Auch die vorangegangenen Legislaturperiode nach der Parlamentswahl in Kirgisistan 2010 war von Regierungswechseln und Parteiaustritten von Abgeordneten geprägt. Zahlreiche Parteien agierten mit stark eingeschränkten finanziellen und personellen Ressourcen auf regionaler Ebene und konnten auch vor der Parlamentswahl 2015 keine landesweite Präsenz aufbauen. Gleichzeitig erschwerte diese regionale Zersplitterung der Parteienlandschaft die Bildung größerer Parteien, da diese in den einzelnen Regionen des Landes häufig in Konkurrenz mit kleineren, aber regional etablierten Parteien standen.

### Politische Konstellation vor der Wahl
Zahlreiche Regierungswechsel prägten die politische Entwicklung Kirgisistans in den Jahren vor der Parlamentswahl 2015. Nach der Wahl 2010 bildete sich zunächst eine Koalition aus der SDPK sowie den Parteien Ata Meken und Respublika, der im Jahr 2011 auch die Partei Ar-Namys beitrat. Diese Viererkoalition zerbrach im Jahr 2012 und wurde im September desselben Jahres von einer Dreierkoalition aus der SDPK, Ata Meken und Ar-Namys abgelöst, die Partei Respublika ging in die Opposition. In der fünfjährigen Legislaturperiode nach der Wahl 2010 regierten fünf verschiedene Premierminister, darunter der Vorsitzende der Partei Respublika, Ömürbek Babanow, der 2012 nach Korruptionsvorwürfen von seinem Amt zurücktreten musste. Die Präsidentschaftswahl 2011 endete mit einem Sieg des Sozialdemokraten Almasbek Atambajew, der am 1. Dezember 2011 als neuer kirgisischer Staatspräsident vereidigt wurde und damit auf friedliche Art und Weise das mächtigste Amt des Landes übernahm. Infolgedessen legte er verfassungsgemäß seine Mitgliedschaft in der SDPK nieder und verpflichtete sich der Überparteilichkeit. Die politische Konstellation in Kirgisistan war demnach vor allem von einer starken Sozialdemokratischen Partei geprägt, die als größte Fraktion in der Regierungskoalition und durch den Sieg bei der Präsidentschaftswahl die kirgisische Politik nach dem Regierungswechsel 2010 maßgeblich gestaltet hatte. Demgegenüber standen vor allem die parlamentarische Opposition aus Respublika und der nationalistischen Ata-Schurt sowie zahlreiche neu gegründete Parteien und Parteibündnisse, die bei der Wahl antraten.

### Nord-Süd-Trennung

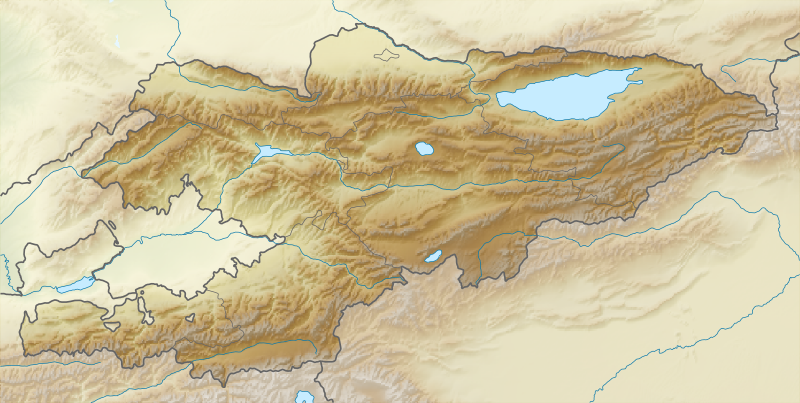
Reliefkarte Kirgisistans

Eine nationale Besonderheit in Kirgisistan ist die ausgeprägte Spaltung des Landes in einen nördlichen und einen südlichen Teil. Diese Trennung ist geographischen Ursprungs, da die Berge des Tian Shan eine natürliche Barriere darstellen und unterschiedliche Siedlungsräume nördlich und südlich des Gebirges entstehen ließen. Kirgisische Stämme siedelten sich sowohl nördlich als auch südlich des Tian Shan an, der geringe Austausch zwischen diesen Stammesgruppen sorgte aber für die Entstehung kultureller und religiöser Unterschiede. Die Nord-Süd-Trennung prägt auch die Politik im unabhängigen Kirgisistan, da es weiterhin kaum Verbindungen zwischen beiden Landesteilen in Form von Straßen gibt und Unterschiede zwischen der nördlichen und der südlichen Landeshälfte zu erkennen sind. Der Norden ist der wirtschaftlich stärkere, eher russisch geprägte Teil des Landes, während der Süden stärker vom Islam und einer großen usbekischen Minderheit geprägt ist. Diese Tendenzen hatten immer wieder deutliche Einflüsse auf die kirgisische Politik. Beispielsweise bevorzugte der langjährige kirgisische Präsident Askar Akajew, der selbst aus dem Norden stammte, Politiker aus dem nördlichen Teil des Landes, was im Süden zu einem Erstarken der Opposition führte und schließlich ein Grund für den Beginn der Tulpenrevolution war, die mit Kurmanbek Bakijew einen Südkirgisen an die Macht brachte. Diese ethnischen, kulturellen und religiösen Unterschiede erschwerten es national agierenden Parteien eine breite politische Basis im ganzen Land aufzubauen. Da viele Parteien nahezu ausschließlich im Norden oder im Süden aktiv waren, waren Wahlbündnisse zwischen unterschiedlich ausgerichteten Parteien ein verbreitetes Mittel, wie zum Beispiel das Bündnis der Parteien Butun Kirgisistan (dt. Vereinigtes Kirgisistan) aus dem Süden und Emgek (dt. Arbeit) aus dem Norden.

## Parteien und Kandidaten
Insgesamt 203 Parteien mit meist regionaler Verwurzelung waren vor der Wahl beim Justizministerium Kirgisistans registriert, 34 Parteien bekundeten ihren Willen an der Parlamentswahl teilzunehmen. Viele der kleinen Parteien hatten allerdings nicht die personellen Voraussetzungen für eine Teilnahmen und konnten unter anderem die geforderte Gebühr nicht hinterlegen. Auf diese Weise reduzierte sich die Liste der teilnehmenden Parteien auf 14 Parteien, die mit einer eigenen Wahlliste in den Wahlkampf gingen. Eine klare inhaltliche Trennung dieser Parteien war in vielen Fälle nicht möglich. In der relativ jungen kirgisischen Demokratie haben die meisten Parteien keine breite Wählerschaft und keine klare Ausrichtung. Viele Parteien waren in einzelnen Regionen des Landes stark vertreten oder definierten sich stark über ihren Spitzenkandidaten.

### Sozialdemokratische Partei Kirgisistans

Logo der Sozialdemokratischen Partei Kirgisistans

Die Sozialdemokratische Partei Kirgisistans (SDPK) war als Oppositionspartei gegen den damaligen Präsidenten Kurmanbek Bakijew maßgeblich am Regierungswechsel 2010 beteiligt und entwickelte sich daraufhin zu einer der bedeutendsten Parteien des Landes. Nach der Parlamentswahl 2010 führte die SDPK die Regierungskoalition und stellte mit dem späteren Präsidenten Almasbek Atambajew auch den Premierminister. Der Sieg Atambajews bei der Präsidentschaftswahl 2011 brachte einen Sozialdemokraten in das höchste politische Amt Kirgisistans und festigte die Stellung der SDPK, die die Parteienlandschaft in Kirgisistan als eine der wenigen überregional agierenden Parteien mit einer größeren politischen Basis in der Bevölkerung prägte. Politisch steht die Partei für einen sozialdemokratischen Kurs mit einer ausgeprägten liberalen Ausrichtung.

### Respublika-Ata-Schurt
Das Bündnis der Parteien Respublika (deutsch: Republik) und Ata-Schurt (dt. Vaterland) galt als größter politischer Gegner der SDPK. Beide Parteien wurden als konservativ eingeschätzt, wobei Ata-Schurt vielfach als nationalistisch eingeordnet wurde, während Respublika insbesondere für einen wirtschaftsfreundlichen Kurs stand. Das Bündnis beider Parteien beruhte auf einer Verständigung der beiden Parteivorsitzenden Ömürbek Babanow und Kamtschibek Taschijew. Ersterer ist einer der bekanntesten Unternehmer und Politiker des Landes und trug maßgeblich zur Finanzierung des Wahlkampfs bei. Taschijew verkörperte die nationalistische Ausrichtung seiner Partei Ata-Schurt, ihm wurde vorgeworfen, die Unruhen in Südkirgisistan 2010 und die Angriffe auf die usbekische Minderheit teilweise organisiert und vorangetrieben zu haben. Die beiden Spitzenpolitiker betonten die Stabilität und Langlebigkeit des Bündnisses, Beobachter hingegen berichteten von Differenzen während der Verhandlungen, die auf die deutlichen Unterschiede zwischen der inhaltlichen Ausrichtung der beiden Parteien und ihrer Vorsitzenden zurückzuführen waren. Während des Wahlkampfs demonstrierten die Bündnispartner derweil Einigkeit, um den Erfolg bei der Parlamentswahl nicht durch öffentlich ausgetragenen Konflikte innerhalb des Bündnisses zu gefährden. Von Bedeutung für den Erfolg des Wahlbündnisses war insbesondere der starke Rückhalt für die Partei Ata-Schurt im Süden und Westen Kirgisistans. Bei der Wahl 2010 war die Partei Ata-Schurt knapp vor der SDPK stärkste Fraktion im Parlament geworden, von der damaligen Übergangspräsidentin Rosa Otunbajewa aber nicht mit der Regierungsbildung betraut worden. Die Partei Respublika war nach der Wahl 2010 als viertstärkste Fraktion im kirgisischen Parlament vertreten und von 2010 bis 2012 Teil der sozialdemokratisch geführten Regierungskoalition.

Logo der Partei Ata-Meken

### Ata Meken
Die 1992 gegründete Partei Ata Meken (dt. Vaterland) zählt zu den ältesten Parteien des Landes. Ihre Ausrichtung kann als sozialdemokratisch beschrieben werden, wobei die Wählerschaft der Partei im politischen mitte-links Spektrum anzusiedeln ist. Der Vorsitzende der Partei zum Zeitpunkt der Wahl war der prominente kirgisische Politiker Ömürbek Tekebajew, der neben Almasbek Atambajew zu den bedeutendsten Figuren der Opposition gegen den ehemaligen Präsidenten Bakijew zählte und maßgeblich an der Ausarbeitung der kirgisischen Verfassung von 2010 beteiligt war. Trotz einer ähnlichen Ausrichtung und der Zusammenarbeit in der Opposition gegen Bakijew gingen die SDPK unter Atambajew und Ata Meken unter Tekebajew nach dem Regierungswechsel 2010 getrennte Wege, was auch auf die gegenseitige Ablehnung der beiden Parteivorsitzenden zurückzuführen war. Ata Meken ging vor der Wahl ein Bündnis mit der Partei Uluttar Birimdigi (dt. Bündnis der Völker) ein. Diese Entscheidung sorgte für politische Kontroversen, da dem Parteivorsitzenden von Uluttar Birimdigi, dem ehemaligen Bürgermeister von Osch, Melisbek Myrsakmatow, Amtsmissbrauch vorgeworfen wurde und dieser daher in die Volksrepublik China fliehen musste. Zudem wurde Myrsakmatow vorgeworfen, während seiner Zeit als Bürgermeister von Osch an ethnisch motivierten Angriffen gegen die usbekische Minderheit in der Stadt beteiligt gewesen zu sein. Diese Vorwürfe gegen den Bündnispartner von Ata Meken schwächten den traditionell starken Rückhalt für Ata Meken in Südkirgisistan und insbesondere unter der dortigen usbekischen Minderheit.

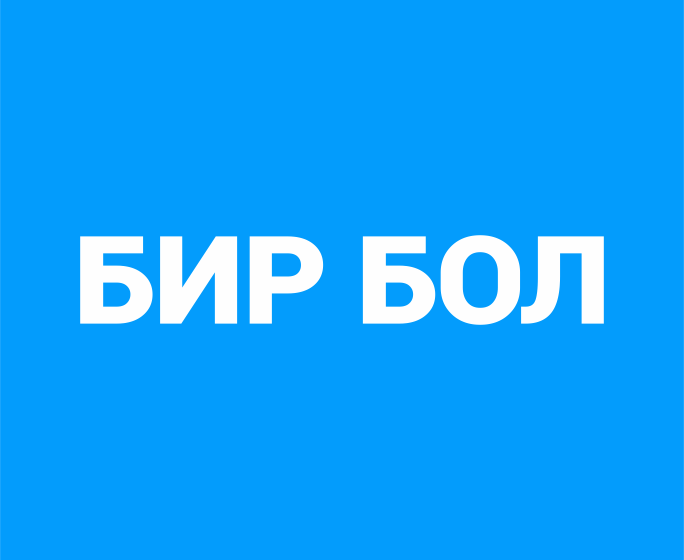
Logo der Partei Bir Bol

### Bir Bol
Die Partei Bir Bol (dt. Seid einig) wurde im Jahr 2010 als politische Partei registriert. Sie galt als pro-russisch und warb für eine Modernisierung des Verwaltungsapparats. Unter den Kandidaten der Partei fanden sich viele Anhänger des ehemaligen Präsidenten Kurmanbek Bakijew, der im Zuge des Regierungswechsels im Jahr 2010 nach Belarus floh. Im Vorfeld der Wahl wurde über ein Bündnis mit der Partei Emgek verhandelt, das aber schließlich nicht zustande kam, woraufhin sich ein Bündnis aus den Parteien Emgek und Butun Kirgisistan bildete.

### Önügüü-Progress
Önügüü-Progress (dt. Entwicklung – Fortschritt) entstand als Abspaltung von vier Abgeordneten aus der Respublika-Fraktion in der Legislaturperiode 2010–2015. Bei der Parlamentswahl trat die Partei unter der Führung von Bakyt Torobayev erstmals als eigenständige Partei bei einer landesweiten Parlamentswahl an. Die Wählerschaft der Partei war mehrheitlich im Süden Kirgisistans zu verorten. Der Parteivorsitzende Torobayev bezeichnete die Ausrichtung der Partei als neokonservativ, das Streben nach politischer Stabilität stand im Zentrum der politischen Absichten der Partei. Nachdem die vorangegangenen Jahre der kirgisischen Geschichte von wechselnden Regierungen und Protesten geprägt waren, forderte die Partei einen politischen Wettbewerb in einem geeigneten rechtlichen Rahmen. Im Vorfeld der Präsidentschaftswahl in Kirgisistan 2017 fasste Torobayev diese Absicht in die Forderung nach einer Diktatur des Gesetzes und bediente sich damit eines Ausdrucks, den der russische Präsident Wladimir Putin ebenfalls verwendete. Insgesamt galt die Partei zum Zeitpunkt der Wahl als pro-russisch, betonte aber gleichzeitig die Bedeutung kirgisischer Traditionen.

Logo der Kirgisistan-Partei

### Kirgisistan-Partei
Die Kirgisistan-Partei wurde im Jahr 2010 gegründet und stand für eine reformorientierte und patriotisch geprägte Politik. Im Vorfeld der Wahl hielt die Partei einen Parteitag mit 300 Delegierten ab, auf dem ein neues Parteiprogramm verabschiedet wurde. Zentrale Forderungen im Wahlkampf waren die Verbesserung des Bildungsangebots, die Stärkung von Gesetz und Grundrechten, die Weiterentwicklung des Energie- und Tourismussektors und eine aktivere Außenpolitik. Die Partei warb für einen stärkeren Zusammenhalt in der kirgisischen Gesellschaft und verzichtete bewusst auf eine religiöse oder regionale Ausrichtung.

### Andere Parteien
Die übrigen Parteien waren teilweise im Wahlkampf durchaus präsent, ihnen wurden aber bereits im Vorfeld der Wahl geringere Chancen auf einen Einzug in das kirgisische Parlament nachgesagt. Zu diesen Parteien mit geringen Erfolgschancen zählte auch Ar-Namys (dt. Würde), die bei der Parlamentswahl in Kirgisistan 2010 noch als drittstärkste Fraktion in das Parlament einzog und 2011 aus der Opposition in die Regierungskoalition unter der Führung der SDPK wechselte. In der abgelaufenen Legislaturperiode wurde die Partei allerdings durch zahlreiche Parteiaustritte von Abgeordneten geschwächt, was zu einer Verkleinerung der Fraktion im kirgisischen Parlament führte. Neben inhaltlichen Differenzen innerhalb der Fraktion gab es auch personelle Konflikte rund um den Parteivorsitzenden und ehemaligen Premierminister Felix Kulow, der 2011 als Fraktionsvorsitzender abgesetzt wurde. Chancen auf einen Einzug in das kirgisische Parlament rechnete sich auch das Bündnis der Parteien Butun Kirgisistan (dt. Einiges Kirgisistan) und Emgek (dt. Arbeit) aus, das mit einer nationalistischen Politik vor allem um die Stimmen von Unterstützern des ehemaligen Präsidenten Kurmanbek Bakijew warb.

## Wahlkampf
Der Wahlkampf begann offiziell am 4. September, einen Monat vor dem Wahltag. Unter der Wahrung der Grundrechte entwickelte sich ein friedlicher und kompetitiver Wahlkampf.

Flagge der Eurasischen Wirtschaftsunion, der Kirgisistan im August 2015 beigetreten war

### Themen
Der Wahlkampf zeigte ein hohes Maß an politischem Pluralismus, sodass es zu politischen Debatten über zahlreiche Themen kam. Beobachter kritisierten dabei allerdings die teilweise geringe inhaltliche Abgrenzung zwischen den Parteien, die sich zumeist über führende Politiker und weniger durch inhaltliche Positionen definieren.
Eines der bedeutendsten Themen war die außenpolitische Ausrichtung Kirgisistans und dabei insbesondere die zukünftigen Beziehungen zu Russland. Gegenstand der Debatte war auch der Beitritt Kirgisistans zur Eurasischen Wirtschaftsunion durch die Ratifizierung des Beitrittsgesuchs durch das kirgisische Parlament im August 2015. Dieser Schritt wurde von der pro-russischen Koalition unter der Führung der SDPK vorangetrieben und bedeutete eine engere wirtschaftliche Anbindung an Russland und Kasachstan, das ebenfalls Mitglied der Wirtschaftsunion und ein wichtiger Handelspartner Kirgisistans in Zentralasien ist. Insgesamt dominierten im Wahlkampf dabei die pro-russischen Stimmen, die eine enge Anbindung an Russland unterstützten. Zu dieser Gruppe zählten auch die beiden großen Parteien SDPK und Respublika-Ata-Schurt. Während des Wahlkampfes wurde vor allem die wirtschaftliche Abhängigkeit Kirgisistans von Russland deutlich, nachdem als Konsequenz der Russischen Wirtschaftskrise 2015 und der Abwertung des Rubels zahlreiche kirgisische Arbeitsmigranten in Russland keine Anstellung mehr fanden und auch der kirgisische Som eine deutliche Abwertung erfuhr. Die SDPK reagierte auf diese wirtschaftlichen Schwierigkeiten mit einer weiteren Annäherung an Russland, auch in den Bereichen der Sicherheits- und Außenpolitik.
Ein weiteres Wahlkampfthema waren Investitionen in die Infrastruktur des Landes, unter anderem in der Energiewirtschaft sowie für den Bau neuer Straßen und die Erweiterung des Schienennetzes. Insbesondere der Bau einer neuen Nord-Süd-Straßenverbindung zwischen den Städten Bischkek im Norden und Osch im Süden wurde dabei als zentrales Infrastrukturprojekt benannt. Auch Investitionen in den Bildungssektor waren ein Thema im Wahlkampf, wobei insbesondere die Kirgisistan-Partei eine schnelle Verbesserung des kirgisischen Bildungssektors forderte. Die weit verbreitete Korruption ist ein Thema, das die kirgisische Politik seit jeher beschäftigt und auch im Wahlkampf diskutiert wurde. Die vorgeschlagenen Gegenmaßnahmen reichten dabei von einer Stärkung des E-Governments, wie von Önügüü-Progress gefordert, bis zur Entlassung der Hälfte der Beamten, wie sie Respublika-Ata-Schurt vorschlug.

### Verlauf

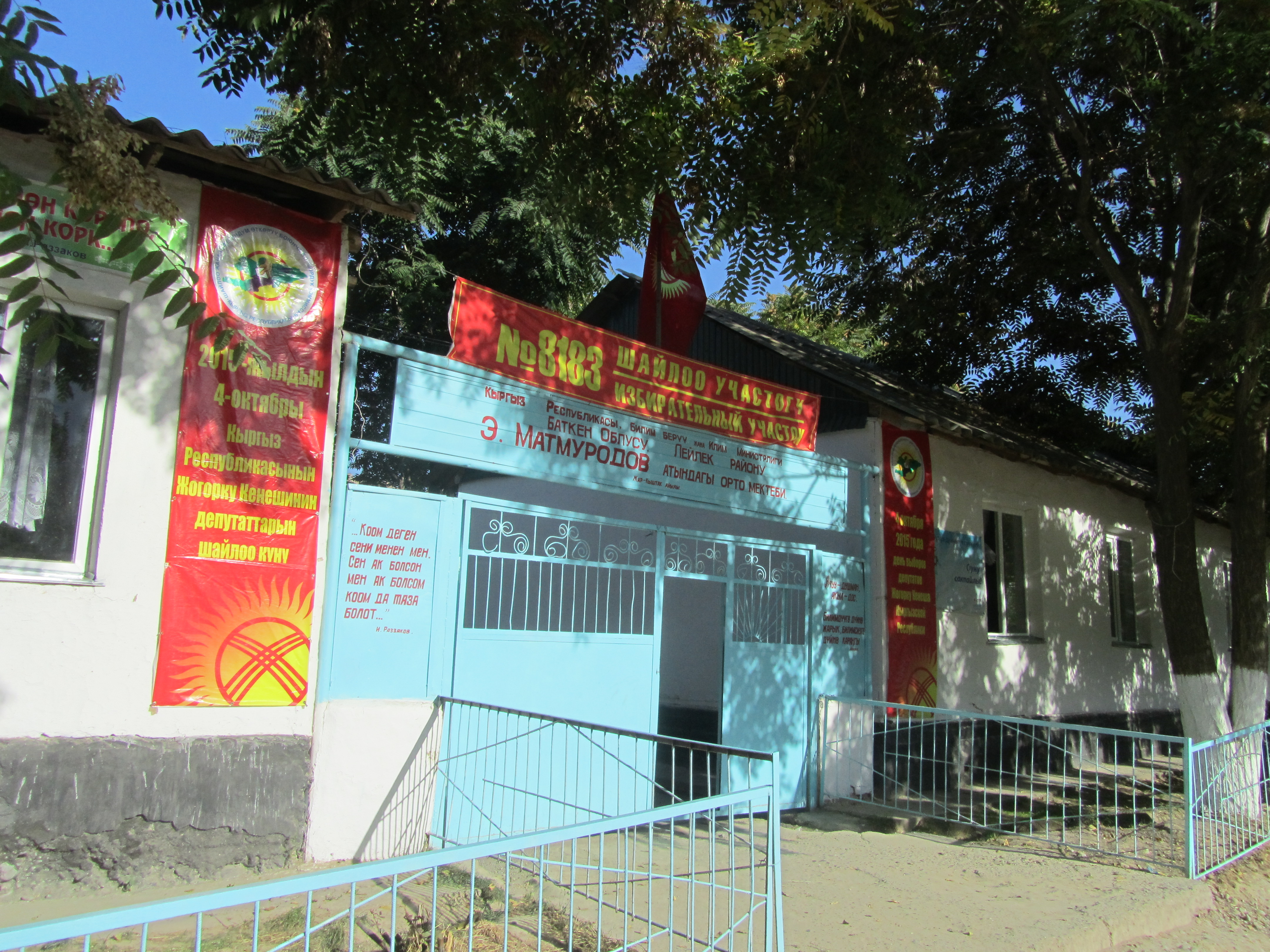
Ein Wahllokal bei der Parlamentswahl in einem Schulgebäude

Die Parteien organisierten zahlreiche Wahlkampfveranstaltungen in sämtlichen Landesteilen. Wahlplakate, Banner und Poster waren ein wichtiges Mittel des Wahlkampfs und landesweit in der Öffentlichkeit sichtbar. Die Finanzierung der Wahlkampfkampagnen erfolgte durch Geldmittel der Parteien und Kandidaten sowie durch Spenden. Die Finanzen der Parteien und die erhaltenen Spenden wurden von der Zentralen Wahlkommission geprüft und in regelmäßigen Abständen veröffentlicht. Das Budget für den Wahlkampf war auf 500 Millionen Som gedeckelt, was einer Verfünffachung der bei der vorherigen Wahl geltenden Budgetobergrenze entsprach. Insbesondere die SDPK, Respublika-Ata-Schurt und Ata Meken verfügten über die finanziellen und personellen Ressourcen für einen groß angelegten, landesweiten Wahlkampf. Neben diesen drei Parteien unterhielten auch Bir Bol, die Kirgisistan-Partei, Önügüü-Progress, Butun Kirgisistan-Emgek und Samandasch in jeder der sieben Regionen Kirgisistans ein Wahlkampfbüro. Parteien mit geringeren finanziellen Mitteln betrieben zumeist erst kurz vor dem Wahltag eine intensive Wahlkampfkampagne, da eine solche über den gesamten Zeitraum des Wahlkampfs hinweg nicht zu finanzieren war. Ein weit verbreitetes Mittel im Wahlkampf waren Geschenke von Kandidaten und Parteien an wahlberechtigte Bürger. So versprachen beispielsweise die Parteien Bir Bol und Önügüü-Progress der Bevölkerung in ländlichen Gebieten modernes landwirtschaftliches Gerät als Geschenk im Falle eines guten Abschneidens der Partei in dem jeweiligen Wahlbezirk. Da Meinungsumfragen im Vorfeld der Wahl nicht erlaubt waren, prägte zudem eine große Ungewissheit hinsichtlich des Wahlausgangs den Wahlkampf. So war bis zur Bekanntgabe erster Ergebnisse nach der Wahl gänzlich offen, wie viele Parteien in das kirgisische Parlament einziehen würden und welche Partei die meisten Stimmen auf sich vereinen würde.
Eine der größten Kontroversen im Vorfeld der Wahl stellte die Rolle des Präsidenten Atambajew dar. Nach der kirgisischen Verfassung war Atambajew in diesem Amt zur Überparteilichkeit verpflichtet und trat daher nach seiner Wahl zum Präsidenten aus der SDPK aus. Trotzdem war der Präsident eine sichtbare Figur im Wahlkampf und wurde von der SDPK als Aushängeschild für die eigene Kampagne verwendet. Zudem wurden Vorwürfe laut, der Präsident instrumentalisiere staatliche Projekte und Gelder für die Unterstützung der Sozialdemokratischen Partei. Am Wahltag selbst äußerte der Präsident nach seiner Stimmabgabe die Hoffnung, die SDPK möge ihren Stimmanteil bei der Parlamentswahl ausbauen können und rief die Wähler dazu auf, Stabilität zu wählen. Des Weiteren hoffe er, dass nicht mehr als drei Parteien den Einzug in das Parlament schaffen, damit die Regierung nicht jedes Jahr wechsele.

### Medien
Die Medien spielten eine zentrale Rolle im kirgisischen Wahlkampf, da sie eine Plattform für Debatten und Meinungsäußerungen darstellten und zur Wahlwerbung genutzt wurden. Die größte Reichweite erzielte dabei das Fernsehen. Dabei konzentrierte sich das Angebot auf staatliche Sender sowie wenige private Kanäle. Die Berichterstattung ließ dabei teilweise die gebotene Neutralität vermissen, da insbesondere der Präsident in den staatlichen Medien positiv dargestellt wurde, während über die politischen Gegner der SDPK, insbesondere Respublika-Ata-Schurt und Ata Meken, weniger und tendenziell kritischer berichtet wurde. In den privaten Medien war die Berichterstattung neutraler, in Teilen positiv gegenüber der Partei Respublika-Ata-Schurt. Im Radio ergab sich ein ähnliches Bild. Die Verbreitung von Zeitungen konzentrierte sich auf die größeren Städte des Landes, daher war die Reichweite von Zeitungsanzeigen begrenzt. Trotzdem wurden auch Druckerzeugnisse als Wahlkampfmedium eingesetzt, indem Parteien Anzeigen schalteten. Wahlwerbung in ausländischen Medien war während des Wahlkampfs verboten, zudem wurden ausländische Fernsehkanäle in Kirgisistan vor der Wahl nicht live gesendet, sondern stets zuvor aufgezeichnet und danach zeitverzögert gesendet. Dieser Mechanismus zur Kontrolle ausländischer Medien wurde unter anderem von der Organisation für Sicherheit und Zusammenarbeit in Europa (OSZE) kritisiert.

Ergebnis der Parlamentswahl auf regionaler Ebene:
Sozialdemokratische Partei Kirgisistans
Respublika-Ata-Schurt
Kirgisistan-Partei
Önügüü-Progress
Bir Bol
Ata Meken

## Ergebnis
Die Zentrale Wahlkommission gab das amtliche Endergebnis am 15. Oktober bekannt, nachdem bereits am 5. Oktober ein vorläufiges Ergebnis bekanntgegeben worden war. Die Wahlbeteiligung betrug bei knapp 1,6 Millionen abgegebenen Stimmen 59 % und sank damit im Vergleich zur Parlamentswahl 2010 um zwei Prozentpunkte. Sechs Parteien beziehungsweise Parteienbündnisse schafften den Sprung über die doppelte Sperrklausel auf nationaler und regionaler Ebene und zogen in das kirgisische Parlament ein.
| Partei                                  | Stimmen   | Stimmen | Sitze  | Sitze |
| Partei                                  | Anzahl    | %       | Anzahl | +/−   |
| --------------------------------------- | --------- | ------- | ------ | ----- |
| Sozialdemokratische Partei Kirgisistans | 435.968   | 27,35 % | 38     | +12   |
| Respublika-Ata-Schurt                   | 320.115   | 20,08 % | 28     | −23 1 |
| Kirgisistan-Partei                      | 206.094   | 12,93 % | 18     | +18   |
| Önügüü-Progress                         | 148.279   | 9,3 %   | 13     | +13   |
| Bir Bol                                 | 135.875   | 8,52 %  | 12     | +12   |
| Ata Meken                               | 123.055   | 7,72 %  | 11     | −7    |
| Butun Kirgisistan-Emgek                 | 97.869    | 6,14 %  | 0      | ±0    |
| Samandasch                              | 43.405    | 2,72 %  | 0      | ±0    |
| Uluu Kirgisistan                        | 23.899    | 1,5 %   | 0      | ±0    |
| Ar-Namys                                | 12.807    | 0,8 %   | 0      | −25   |
| Meken Yntymagy                          | 12.679    | 0,8 %   | 0      | ±0    |
| Volkskongress Kirgisistans              | 9.619     | 0,6 %   | 0      | ±0    |
| Aalam                                   | 6.398     | 0,4 %   | 0      | ±0    |
| Assatyk                                 | 5.355     | 0,34 %  | 0      | ±0    |
| Ablehnung aller Parteien                | 12.428    | 0,78 %  | -      | -     |
| gesamt                                  | 1.593.845 | 100 %   | 120    | ±0    |

1 Respublika und Ata-Schurt kandidierten 2010 als einzelne Parteien, Vergleich zur Summe der Sitze beider Parteien
Der erwartete Zweikampf zwischen der SDPK und dem Bündnis Respublika-Ata-Schurt wurde damit deutlich zu Gunsten der Sozialdemokraten entschieden. Diese waren eindeutiger Wahlsieger und konnten ihre Fraktionsstärke im Vergleich zur vorherigen Wahl deutlich vergrößern. Mit der Kirgisistan-Partei, Önügüü-Progress und Bir Bol zogen drei neue Parteien in das kirgisische Parlament ein, während die vormalige Regierungspartei Ar-Namys mit 0,8 % der abgegebenen Stimmen deutlich an der 7-Prozent-Hürde scheiterte und damit einen erneuten Einzug in das kirgisische Parlament verpasste. In der folgenden Legislaturperiode waren demnach sechs Fraktionen im Parlament vertreten, eine mehr als in der vorangegangenen Legislaturperiode. Die Erfolge junger Parteien und die immensen Verluste der etablierten Parteien Ar-Namys und Ata Meken waren ein Symptom der großen Dynamik der Parteienlandschaft in Kirgisistan. Die Zusammensetzung des Parlaments veränderte sich mit der Parlamentswahl auch auf Grund dieser Dynamik grundlegend, sodass lediglich 36 der 120 Abgeordneten im neu gewählten Parlament bereits in der vorangegangenen Legislaturperiode ein Mandat im kirgisischen Parlament innehatten.

## Regierungsbildung
Nach der Wahl begannen die Bemühungen zur Bildung einer tragfähigen Koalition unter der Führung der siegreichen Sozialdemokratischen Partei. Die künftig zweitstärkste Fraktion Respublika-Ata-Schurt erklärte in Person von Ömurbek Babanow, dem Vorsitzenden von Respublika, ihre Bereitschaft, Koalitionsverhandlungen mit der SDPK einzugehen. Insgesamt zeichnete sich ein hohes Maß an Koalitionsbereitschaft ab, da bis auf die Partei Ata Meken alle Parteien im Anschluss an die Wahl ihre Bereitschaft zu einer Koalition mit der SDPK öffentlich bestätigten. Verantwortliche der siegreichen SDPK äußerten sich am Tag nach der Wahl weniger konkret und verwiesen auf die Bekanntgabe des amtlichen Endergebnisses, das zu diesem Zeitpunkt noch nicht vorlag. Der Parteivorsitzende der SDPK, Chynybai Tursunbekow, kündigte zudem an, eine Koalition mit Parteien ähnlicher Ausrichtung zum Wohle des Landes schließen zu wollen. Am 3. November 2015, circa einen Monat nach dem Wahltag, wurde die Bildung einer Koalition aus der SDPK, der Kirgisistan-Partei, Önügüü-Progress und Ata Meken offiziell bekanntgegeben, die Möglichkeit einer Zusammenarbeit von SDPK und Respublika-Ata-Schurt kam demnach nicht zustande. Diese Viererkoalition verfügte mit insgesamt 80 Sitzen über eine deutliche Mehrheit im Parlament. Die Parteien Bir Bol und Respublika-Ata-Schurt bildeten die Opposition. Die gebildete Koalition war Ausdruck des Strebens nach politischer Stabilität, nachdem in den vorherigen Jahren zahlreiche Regierungswechsel die politische Situation geprägt hatten. Als politische Prioritäten gaben die Koalitionäre die Stabilisierung der kirgisischen Wirtschaft, eine Steigerung der Attraktivität des Landes für Ausländische Direktinvestitionen, die Verbesserung der Infrastruktur insbesondere im Energiesektor und den Aufbau neuer Produktionskapazitäten an. Im Amt des Premierministers wurde Temir Sarijew bestätigt, der dieses Amt bereits seit April 2015 bekleidete.
Bereits im April 2016, wenige Monate nach der Bildung der neuen Regierungskoalition, musste Premierminister Sarijew von seinem Amt zurücktreten. Dem waren Unregelmäßigkeiten bei der Vergabe eines Bauauftrags an eine chinesische Firma vorausgegangen, die zu massiver Kritik an Sarijew seitens der Opposition und aus Teilen der Regierungskoalition führten. Nachdem auch Präsident Atambajew Kritik an Sarijew geübt hatte, trat dieser schließlich von seinem Amt zurück. Sein Nachfolger wurde Sooronbai Dscheenbekow von der SDPK.
Die Koalition zerbrach bereits ein Jahr nach der Parlamentswahl im Oktober 2016. Streitpunkt war die Vorbereitung eines Verfassungsreferendums, das eine Stärkung der Stellung des Premierministers gegenüber dem Präsidenten beinhaltete. Dieses Vorhaben wurden von der SDPK und der Kirgisistan-Partei unterstützt, die Koalitionspartner Önügüü-Progress und Ata Meken äußerten hingegen Kritik an dem Vorschlag. Sie befürchteten, die vorgeschlagenen Verfassungsänderungen dienten lediglich dem Machterhalt des amtierenden Präsidenten Atambajew, der gemäß der Verfassung nach Ende seiner Amtszeit im Jahr 2017 nicht mehr für das Amt des Präsidenten kandidierten durfte. Infolgedessen hätte dieser die Möglichkeit, das Amt des Premierministers anzustreben und somit weiterhin einen starken politischen Einfluss ausüben zu können. Atambajew selbst bestritt ein solches Vorhaben, konnte damit die Bedenken der Koalitionspartner der SDPK aber nicht zerstreuen. Als Konsequenz aus den Konflikten innerhalb der Koalition erklärte die SDPK schließlich ihr Ausscheiden aus der Koalition. Daraufhin war im Parlaments keine stabile Mehrheit für ein Parteienbündnis vorhanden, sodass das Kabinett am 26. Oktober zurücktreten musste. Bereits am 3. November bildete sich eine neue Koalition aus der SDPK, der Kirgisistan-Partei und der Partei Bir-Bol, die damit aus der Opposition in die Regierung wechselte. Diese Dreierkoalition verfügte über eine Mehrheit von 68 der 120 Abgeordnete im kirgisischen Parlament. Die Opposition wurde nach der Umbildung der Regierungskoalition von den Fraktionen Respublika-Ata-Schurt, Önügüü-Progress und Ata Meken gebildet. Im Amt des Premierministers wurde Sooronbai Dscheenbekow bestätigt.

## Bewertung
Die Wahl wurde von zahlreichen nationalen und internationalen Beobachtern begleitet. Von kirgisischer Seite waren Beobachter der politischen Parteien in nahezu allen Wahllokalen präsent, außerdem entsandten die Nichtregierungsorganisationen Für Demokratie und Zivilgesellschaft und Saubere Wahl Beobachter in zahlreiche Wahllokale, um einen demokratischen und gesetzeskonformen Ablauf der Wahl sicherzustellen. Zudem wurden auch internationale Beobachtermissionen zugelassen, darunter Teams aus Turkmenistan und der Mongolei sowie vom Türkischen Rat, der Gemeinschaft Unabhängiger Staaten und der OSZE. Im Jahr 2011 wurden die Rechte und Kompetenzen der Wahlbeobachter gestärkt, sodass diese nun nahezu sämtliche Abläufe am Wahltag beaufsichtigen konnten. Außerdem war es Beobachtermissionen gestattet, bereits vor dem Wahltag im Land aktiv zu sein und das politische Geschehen somit über einen längeren Zeitraum zu beobachten.

### Kirgisische Stimmen
Die Beobachter des kirgisischen Bündnisses Für Demokratie und Zivilgesellschaft, die die Wahl in circa 500 Wahllokalen im ganzen Land beobachteten, meldeten mehrere Unregelmäßigkeiten, unter anderem Fälle von mehrfacher Stimmabgabe und schwerwiegende Verfahrensfehler seitens der lokalen Wahlleiter. Anlass zur Beschwerde gab auch die umstrittene Rolle des Präsidenten, der seine Überparteilichkeit im Wahlkampf nicht gewahrt hatte.
Präsident Atambajew äußerte sich neben seinen kontrovers diskutierten Aussagen zum Ausgang der Wahl auch zur Bedeutung der Wahl insgesamt. Das Staatsoberhaupt bezeichnete saubere Wahlen als unverzichtbar und wies auf die Bedeutung einer echten Demokratie und einer starken Zivilgesellschaft für Kirgisistan hin. Die ehemalige Übergangspräsidentin Rosa Otunbajewa nannte die Wahl eine signifikante Verbesserung im Vergleich zur vorangegangenen Parlamentswahlen und betonte die Einzigartigkeit einer solchen demokratischen Wahl in der Region. Gleichzeitig erkannte sie an, dass weitere Fortschritte in Kirgisistan notwendig seien.
Kritik an der Durchführung der Wahl äußerten Verantwortliche des Wahlbündnisses Butun Kirgisistan-Emgek, die nach der Wahl eine Neuauszählung der Stimmen in 69 Wahllokalen forderten. Die Zentrale Wahlkommission ordnete die Durchführung einer solchen Neuauszählung in neun Wahllokalen an, wobei keine signifikanten Gründe für eine Neuauszählung in weiteren Wahllokalen gefunden wurden. Am 12. und 14. Oktober richteten die Verantwortlichen von Butun Kirgisistan-Emgek weitere Beschwerden an die Zentrale Wahlkommission und forderten darin eine Neuauszählung in 227 Wahllokalen und die Nichtigerklärung des landesweiten Wahlergebnisses. Die Beschwerden wurden von der Kommission allerdings abgewiesen, weitere Neuauszählungen fanden nicht statt.

### Internationale Stimmen
Die Beobachter der OSZE bewerteten die Wahl in ihrem Abschlussbericht als kompetitiv und friedlich und lobten den politischen Wettbewerb und die demokratischen Strukturen. Diese Bewertung ist in Zentralasien, das von autoritären Regimen geprägt ist, einzigartig und unterstreicht Kirgisistans Status als Insel der Demokratie in der Region. Die Fortschritte bei den rechtlichen und organisatorischen Rahmenbedingungen wurden von der OSZE gewürdigt und der friedliche und geregelte Ablauf der Wahl als Erfolg für die junge kirgisische Demokratie gewertet. Kritik gab es seitens der OSZE am Ausschluss einzelner Wähler durch die Nicht-Registrierung im biometrischen Wählerverzeichnis, an der Deckelung der Fraktionsstärke auf maximal 65 Mandate und an der mangelnden Transparenz bei der Arbeit der Zentralen Wahlkommission. Zudem behinderten teilweise technische Probleme den Ablauf der Wahl, sodass Wahllokale später öffneten oder das Wahlgeschehen zwischenzeitlich unterbrochen werden musste. Die OSZE-Beobachter verwiesen des Weiteren auf Mängel bei der Durchführung der Wahl, unter anderem die langen Wartezeiten für Wählern an einigen Wahllokalen und die mangelhafte Wahrung des Wahlgeheimnisses, das in einigen Wahllokalen durch die Stimmabgabe außerhalb einer Wahlkabine oder durch die Sichtbarkeit des eingetragenen Kreuzes auf dem Wahlzettel durch das dünne Papier nicht garantiert werden konnte. Ignacio Sanchez Amor, der Leiter der Beobachtermission der OSZE, bilanzierte trotz dieser Mängel nach der Wahl:
„Diese lebendigen und kompetitiven Wahlen waren einzigartig in der Region.“
Gleichzeitig betonte auch er, dass es die Notwendigkeit für weitere Verbesserungen gebe.
Die Beobachtermission der Gemeinschaft Unabhängiger Staaten kam ebenfalls zu einem positiven Fazit hinsichtlich der Wahl. Der Leiter der Mission, Vladimir Garkun, bezeichnete die Wahl als einwandfrei organisiert und sah diese in völliger Übereinstimmung mit internationalen Normen. Zudem lobten die Beobachter der GUS den Einsatz moderner Technik, darunter die Einführung des biometrischen Wählerverzeichnisses.